# Die Schutzbefohlenen

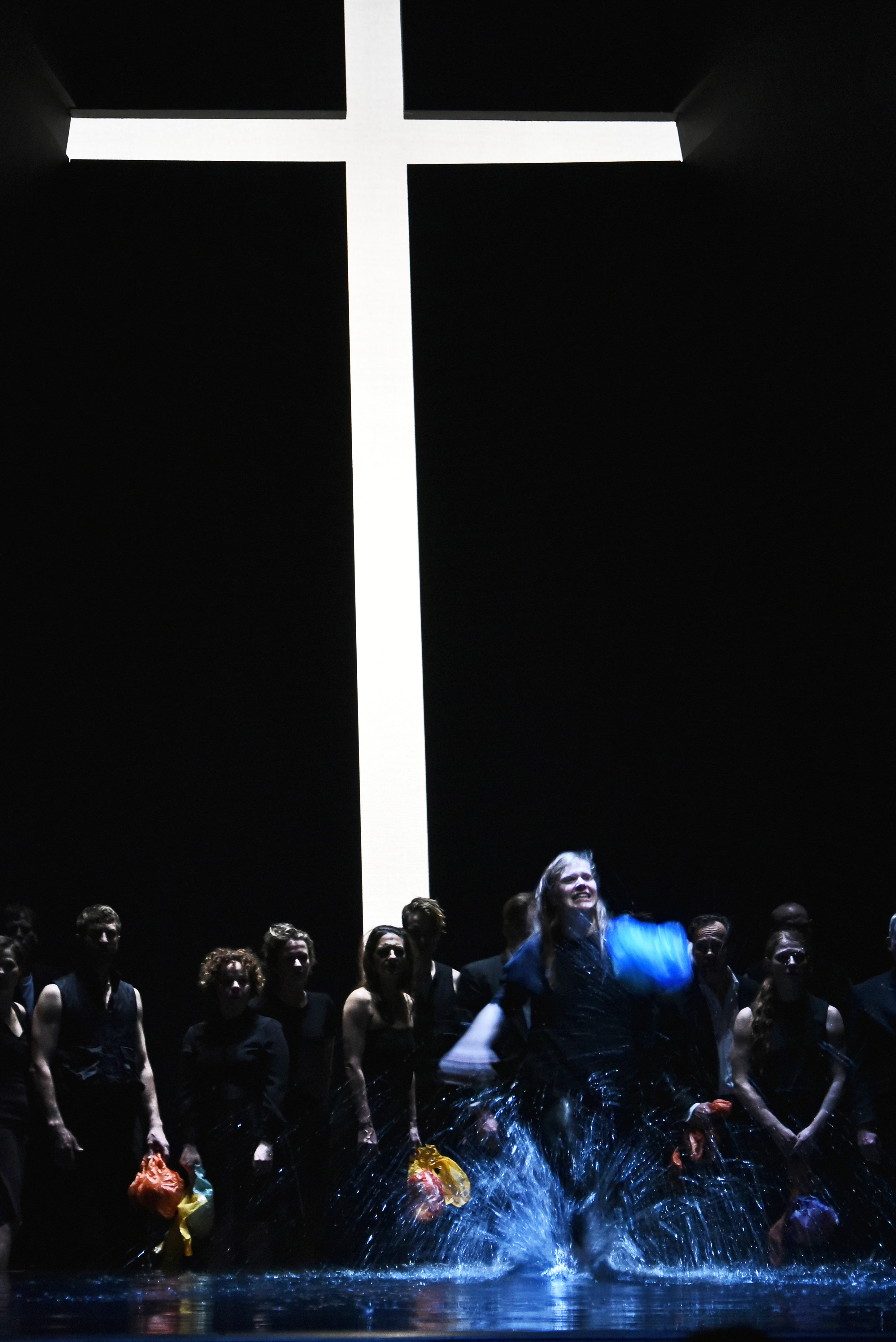
Die Schutzbefohlenen
Burgtheater Wien, 2015

Die Schutzbefohlenen ist ein Sprachkunstwerk von Elfriede Jelinek aus dem Jahr 2013, in dem sich die Nobelpreisträgerin kritisch mit der herrschenden Flüchtlingspolitik und ihren Folgen auseinandersetzt. Die Urlesung fand am 21. September in Hamburg statt, die Uraufführung als Theaterstück am 23. Mai 2014 in Mannheim. Am 28. März 2015 fand die österreichische Erstaufführung des Stücks im Wiener Burgtheater statt. Das Werk ist viel beachtet worden. Im Herbst und Winter 2015 aktualisierte Jelinek ihren Text durch drei Anhänge.

## Thema
Thematisiert wird der geheuchelte Menschenrechtsdiskurs im zeitgenössischen Mainstream des öffentlichen Geredes. Dem wird ein thematisch verwandter, aber positiver Ausgang in der ältesten überlieferten griechischen Tragödie gegenübergestellt und bezweifelt, dass heutige Regierungspolitiken der EU-Staaten noch den vielgepriesenen humanistischen Idealen der Antike verbunden sind. Jelinek entlarvt in Einzel- und Chorstimmen die aktuellen Menschenrechtsverletzungen, indem sie eine archaisierend-hohe Sprache immer wieder ins Ironische abgleiten lässt, unter anderem wenn es um Äußerungen xenophober Gierbürger und das „Walten der mächtigen Willkür-Götter der Ökonomie“ geht.
Der Text wurde für Nicolas Stemanns Produktion Kommune der Wahrheit bei den Wiener Festwochen 2013 geschrieben, fand dort aber keine Verwendung.

## Politische Ereignisse als Hintergrund

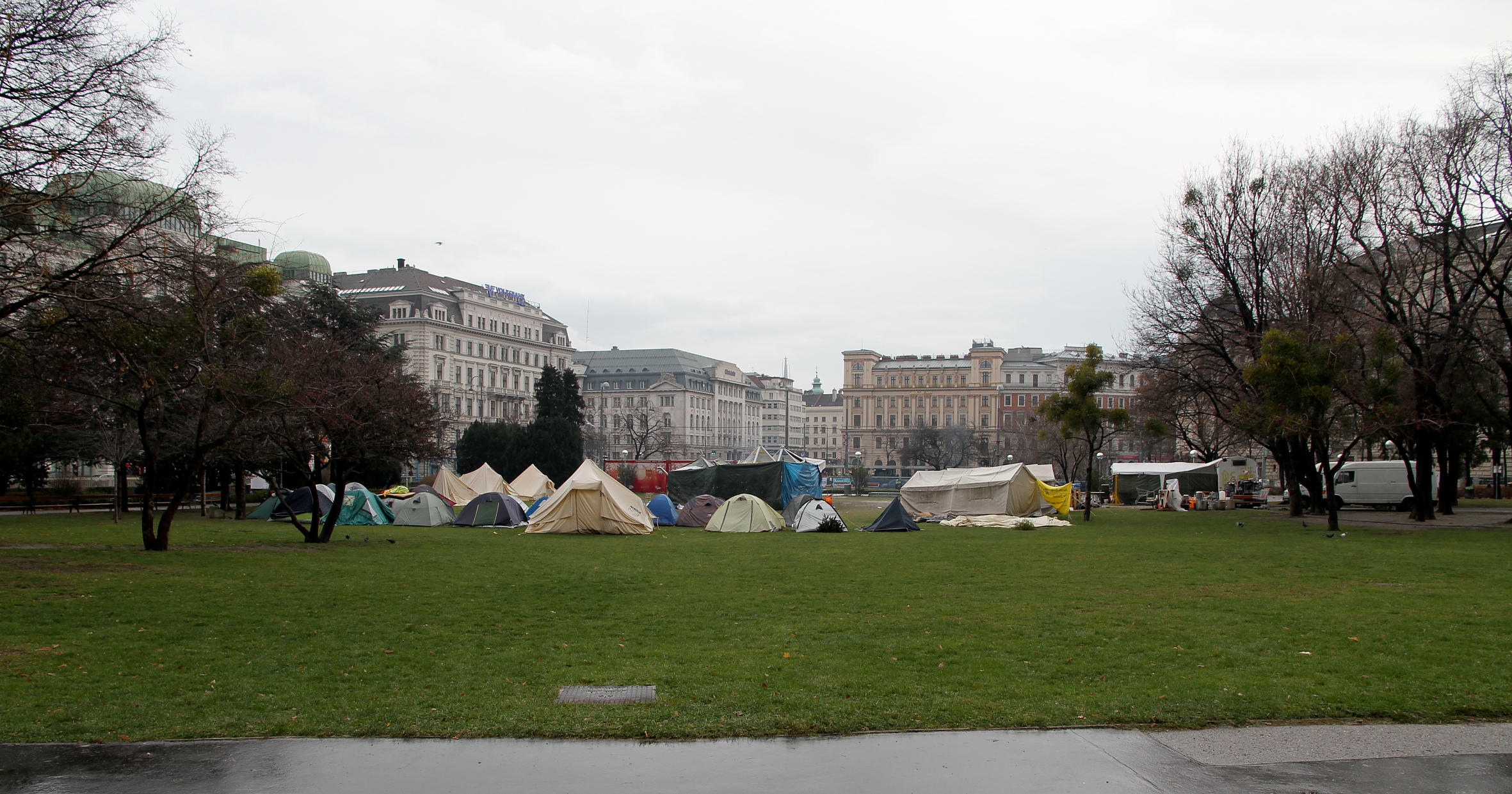
Refugee Protest Camp Vienna, 2012

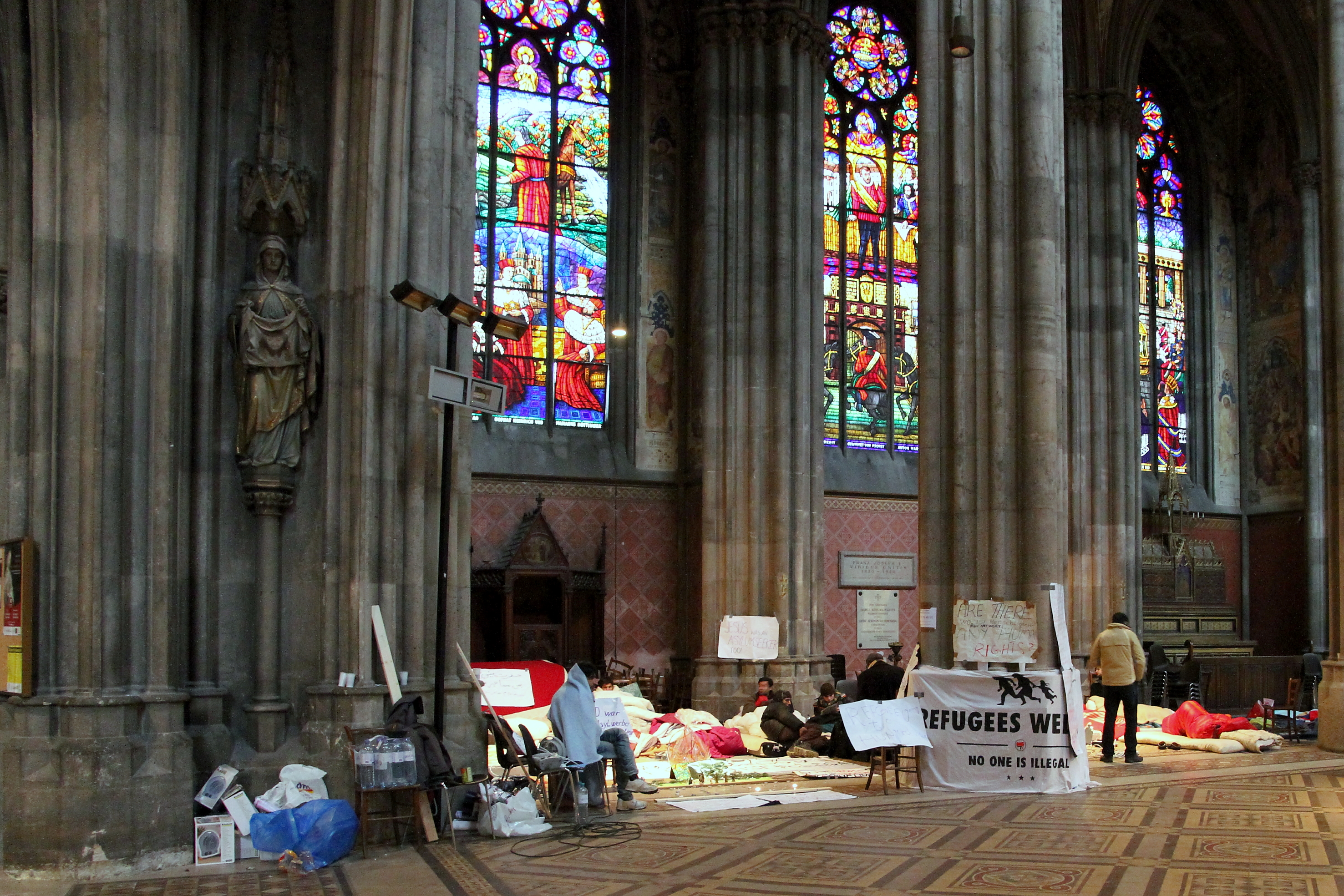
Protestlager in der Votivkirche, 2012

### Flüchtlingsproteste in Wien (2012)
Am Internationalen Tag der Migranten, dem 24. November 2012, langte eine Gruppe von Asylwerbern nach einem mehrstündigen Protestmarsch aus dem Flüchtlingslager Traiskirchen im Sigmund-Freud-Park vor der Wiener Votivkirche ein. Sie schlugen ein Protestlager auf, bekannt geworden als Refugee Protest Camp Vienna, und demonstrierten damit gegen menschenunwürdige Bedingungen im Aufnahmelager Traiskirchen. „Als ihre Forderungen nannten die Protestierenden unter anderem Grundversorgung für alle Asylwerber unabhängig von ihrem Rechtsstatus, freie Wahl des Aufenthaltsortes sowie die Anerkennung von sozioökonomischen Fluchtmotiven neben den bisher anerkannten Fluchtgründen.“ Auch forderten sie den Austausch sämtlicher Dolmetscher in Traiskirchen und eine bessere Verköstigung. Unterstützt wurden die Demonstrierenden von breiten Schichten der Zivilgesellschaft, darunter die Flüchtlingshelferin Ute Bock und der Kabarettist Josef Hader: „Bock zeigte sich in einem kurzen Statement verärgert, dass es nicht möglich sein solle, ausreichend Quartiere zu finden, um den Belag in Traiskirchen zu reduzieren. Denn das Geld dafür sei da und der Platz auch. Hader fand es gut, dass sich die Flüchtlinge in die Innere Stadt begaben, damit ihre Probleme in den Blickpunkt der Gesellschaft rückten.“ Das Innenministerium wies die Kritik der Asylwerber zurück: „Die Unterbringung in Traiskirchen sei menschenwürdig und die Leistungen der Dolmetscher in Ordnung. Entsprechende Kritik an den Übersetzern sei jüngst sogar von der Hilfsorganisation Asyl in Not relativiert worden.“ Verköstigt und mit winterfester Kleidung versorgt wurden die Flüchtlinge mittels Spenden. Die Asylwerber suchten die Votivkirche als symbolischen „Schutzraum“ auf, da sie meinten, dass ihre Stimmen drei Wochen lang nicht gehört wurden. Der Pfarrer der Kirche versuchte, die Asylwerber unter Zuhilfenahme der Polizei und der Caritas zum Verlassen der Kirche zu bewegen. Sie blieben jedoch dort.

### Humanitäre Katastrophen (2012/13)
Hunderte von Flüchtlingen aus Somalia und Eritrea, die sich in Booten aus Afrika auf den Weg nach Europa gemacht hatten, ertranken 2013 bei einem Bootsunglück vor der Küste der italienischen Mittelmeerinsel Lampedusa, in deren Nähe es auch in den Vorjahren schon viele Tote gegeben hatte. Die Überlebenden wurden von den italienischen Behörden in den europäischen Norden geschickt.

### Blitzeinbürgerungen von Prominenten (2006, 2009)
Auf der anderen Seite hatten bekannte und zahlungskräftige Ausländer trotz der strengen Einwanderungsrichtlinien die österreichische Staatsbürgerschaft in den zurückliegenden Jahren schnell und ohne Umstände erhalten, etwa
- 2006 die Opernsängerin Anna Netrebko und
- 2009 Tatjana Borissowna Jumaschewa, die Tochter von Boris Jelzin, ihr Mann Valentin Jumaschew, ehemaliger Leiter der russischen Präsidentschaftskanzlei, und die gemeinsame Tochter.[5] Das österreichische Magazin News berichtete, der Jelzin-Clan habe als Hauptwohnsitz für das Jahr vor der Einbürgerung eine keineswegs standesgemäße Adresse angegeben, ein heruntergekommenes, gemietetes Haus an einer stark befahrenen Durchgangsstraße in Winden am See.[5] Für eine behördliche Überprüfung, ob die Familie dort jemals tatsächlich gewohnt hat, fanden sich keine Belege.[5]

## Inhalt und Stil

### Inhalt und Motive
In dem Stück findet keine Handlung statt und es gibt auch keine Einteilung in Akte oder Szenen. Es lassen sich 27 Textabschnitte unterscheiden, die jeweils durch einen Zeilendurchschuss voneinander getrennt sind. Es finden sich vielfache thematische Überschneidungen zwischen den Abschnitten, sodass keine klare Abgrenzung möglich ist.

#### Anfangssituation
In den Abschnitten 1 bis 4 geht es schwerpunktmäßig um die aktuelle Situation der Sprechenden, aber auch um die Geschichte ihrer Familie und ihrer Flucht.

#### Wertediskussion
Im Zentrum der Abschnitte 5, 6, 7 und 8 steht die Auseinandersetzung mit Wertvorstellungen wie Menschenwürde, Meinungsfreiheit und Nachhaltigkeit, von denen die meisten in einer Broschüre des österreichischen Innenministeriums, die sich an Migranten richtet, aufgeführt sind.

#### Ungerechtigkeit
Die Ungleichbehandlung von Prominenten und Namenlosen bei der Einbürgerung durch die österreichischen Behörden wird in den Abschnitten 9 mit 14 angeprangert. Bei der Tochter von Boris Jelzin, im Text als die Tochter bezeichnet, werden politischer und wirtschaftlicher Einfluss der Familie als Gründe genannt, bei Anna Netrebko, im Text die andere Tochter, ihre Stimme und damit ihre Bekanntheit.

#### Rolle der politisch Verantwortlichen
Den Flüchtlingen werden schon im ersten Abschnitt die Mächtigen gegenübergestellt. Davon gibt es übergeordnete, „einen Präsidenten, einen Kanzler, eine Ministerin“, „die Fürsten dieses Landes“, vor allem aber viele untergeordnete, die „Stellvertreter von Stellvertretern“, und diese verschließen sich („aber es will ja keiner, nicht einmal ein Stellvertreter eines Stellvertreters will es hören“) gegen das Leid. Es geht um „moralisches versus paragrafisches Asylrecht.“

#### Rolle der Religion
In der Wiener Inszenierung leuchtet aus dem schwarzen Bühnenhintergrund ein weißes, schmales, deckenhohes Kreuz heraus, „Ortsangabe und Symbol, der Echoraum einer angeblich christlich geprägten Gesellschaft, in dem die Rufe der Schutzbefohlenen ungehört verhallen.“
Am Ende ist das Licht hinter dem Kreuz ausgegangen, „die Hoffnung auf christliche Nächstenliebe, sie ist dahin.“

#### Wasser als Motiv

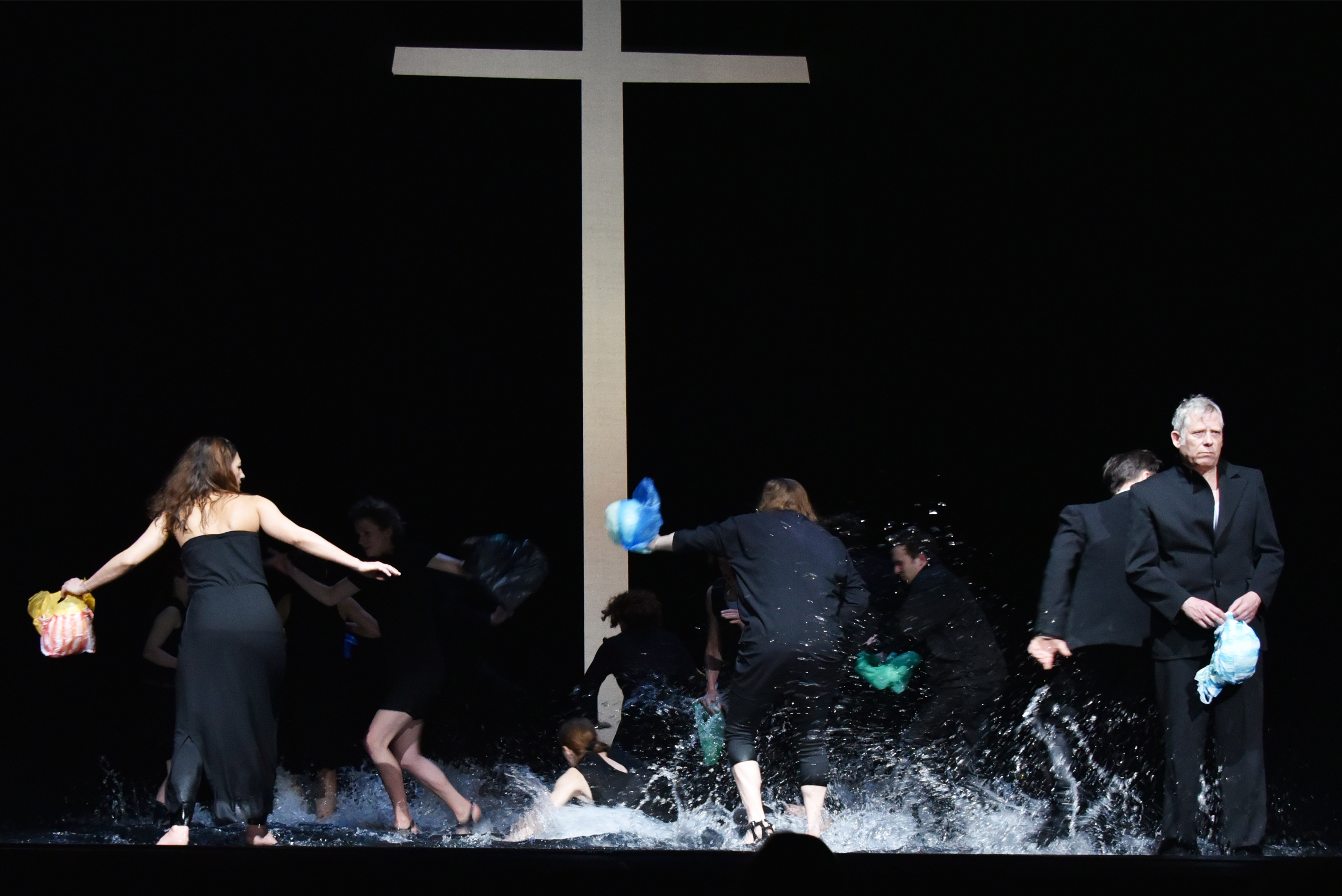
Wasser auf der Bühne:
Die Schutzbefohlenen, Burgtheater 2015

Die Begriffe Wasser und Meer finden sich im Text häufig, meist erscheinen sie für die Sprechenden als tödliche Bedrohung: „das Meer ist ein Loch, ein Schlund, eine Schlucht“ oder „das Meer trägt uns auch nicht“. Die Wiener Inszenierung nimmt dies auf, die Bühne ist „knöchelhoch geflutet, ein Wasserbecken“.

#### Situation am Ende
Im letzten Abschnitt kristallisiert sich die Hoffnungslosigkeit der Situation der Flüchtlinge heraus: Sie werden nicht in Österreich geduldet, sie sind „ein paar Stück Fleisch, nicht mehr.“.

### Intertextuelle Bezüge und ihre Funktion
Jelineks „Poetik der Intertextualität“ kann als ein Verfahren bezeichnet werden, „das einen schwachen Autorschaftsbegriff voraussetzt und in wechselnden Anordnungen die Anwesenheit fremder Texte im eigenen in Szene setzt“.
Die verwendeten Textelemente werden präzise bearbeitet. Jelineks „polemische Haltung gegenüber dem literarischen Kanon [...] äußert sich in erster Linie in Formen der entstellenden Transformation“: Textstellen der Quellentexte werden ersetzt, durch Ironie gebrochen, Metaphern wörtlich genommen. All dies soll „niedere und gewaltsame Bedeutungsschichten am zitierten Material freilegen.“
Die Autorin nennt am Ende ihres Textes folgende Bezüge:

#### Aischylos:Die Schutzflehenden
Der Titel der ältesten überlieferten Tragödie, Aischylos’ Die Schutzflehenden, wird kurz vor dem Ende des Jelinekschen Textes wörtlich zitiert, darüber hinaus gibt es weitere Zitate, zum Beispiel „Denn kecke Rede ziemt den Unglückseligen nie.“' Bei der Ausgangssituation wird an dieses Drama angeknüpft, in dem die Töchter des Danaos bei König Pelasgos um Schutz und ein Bleiberecht bitten. Doch am Ende der beiden Texte ist die Situation der Geflohenen höchst unterschiedlich. Bei Aischylos werden die Flüchtlinge von Pelasgos freundlich aufgenommen und willkommen geheißen („Ihr aber alle samt der treuen Mägde Schar / Geht frohen Mutes in die wohlumhegte Stadt / ... Hiervon das Beste, eurem Sinn Erwünschteste / Ist da! – Ihr könnt euch wählen. Schirmherr bin ich selbst / Und alle Bürger, deren Stimme den Beschluss / Gefasst.“) „Verschiedene Prinzipien werden abgewogen, der Schutz des Eigenen gegen die Verpflichtung, anderen zu helfen. Und das verortet Jelinek in einer Situation europäischer Flüchtlingspolitik, wo im Moment zugunsten eines Prinzips entschieden wird, das Profitmaximierung weit vor humanitäre Werte stellt.“ Jelineks Text endet mit „Es wird nicht geschehen. Es ist nicht. Wir sind gar nicht da. Wir sind gekommen, doch wir sind gar nicht da.“

#### Zusammenleben in Österreich. Werte, die uns verbinden
Hierbei handelt es sich um eine Broschüre des Bundesministeriums für Inneres, Staatssekretariat für Integration, Wien 2013 Hieraus greift Jelinek beispielsweise diese Textpassage auf, die in der Broschüre als Beispiel für den Begriff Fair Play dienen soll: Es ist ein spannender Wettkampf, die Schwimmerinnen liefern sich ein Kopf-an-Kopf Rennen. Das Schönste kommt aber zum Schluss, wenn sie sich – egal, wer als Gewinnerin hervorgeht – ihre gegenseitige Wertschätzung aussprechen. Beide Schwimmerinnen haben nach den gleichen Regeln gekämpft und können daher die Leistung der jeweils anderen anerkennen. In Die Schutzbefohlenen wird klar, dass dieses Beispiel von Menschen, die bei ihrer Flucht mit dem Ertrinken kämpfen mussten, als blanker Hohn empfunden wird.

#### Ovid:Metamorphosen
Die Metamorphosen verweisen auf zwei Verwandlungsgeschichten. Auf der mythologischen Basis nahm Zeus erstens die Gestalt eines besonders friedlich aussehenden Stiers an, um sich Europa nähern und sie entführen zu können. Zum anderen verwandelte er nach einem Seitensprung mit Io diese in eine silberne Kuh, um seine Untreue vor seiner Frau geheim zu halten. Diese wurde misstrauisch und ließ Io von dem Riesen Argos bewachen, doch Jupiter schickte Hermes, der ihn einschläferte und tötete. Zwar konnte Io fliehen, doch ließ die betrogene Gattin sie von Rinderdasseln durch die ganze Welt jagen. Aus der Verbindung von Zeus und Io ging Epaphos hervor, dessen Haut nach Aischylos schwarz ist. Danaos ist sein Urenkel.
In Jelineks Text werden die beiden anklingenden Mythen verwendet, indem von Wanderbewegungen über das Mittelmeer die Rede ist, wie sie auch viele der heutigen Flüchtlinge hinter sich bringen wollen: Zeus schwamm mit Europa auf seinem Rücken von Phönizien in Asien nach Kreta in Europa, auch Io floh über das später nach ihr benannte Ionische Meer, das ein Teil des Mittelmeers ist.
Mehrfach taucht die Kuh auf, oft mit Bezug auf die Jelzin-Tochter („die Tochter, die europäische Kuh“, „die russische Kuh“).

#### Martin Heidegger
Jelinek schreibt: „Und eine Prise Heidegger, die muß sein, denn ich kann es nicht allein.“
Sie hat in Aussagen über ihr Stück Totenauberg Heideggers Auffassung von Heimat kritisiert:

„Der Mann als das reine Denken, der aber auch gleichzeitig die Heimat usurpiert gegen die Fremden. Im Gegensatz zum Kosmopoliten, zum Juden Husserl, der das Fremde als etwas Bereicherndes empfindet, hat der faschistische Philosoph Heidegger sozusagen das Eigene gegen das Fremde abgrenzen und bewahren wollen.[...] Heidegger ist der, der davon spricht, dass diese Heimat denen gehört, die sie besitzen und das Unheimliche dabei ausklammern.“

Ein deutlicher Bezug zu Heidegger steckt auch in Wendungen, die den Heideggerschen Begriff Lichtung des Seins enthalten, etwa „so viele von uns werden nie ankommen, um an der Lichtung des Seins herumzuschlägern.“ „Wir sind auf der unendlichen Lichtung des Unseins die Beschickten, die in den Zeit-Spiel-Raum Eingeräumten, ein winziger Raum im Unendlichen.“ oder „Wir stehen in der Lichtung des Seins, sagt der Denker...“, die dichtenden Denker bzw. denkenden Dichter sah Heidegger im Zentrum des Seins und identifizierte sich mit dieser Rolle.
Darüber hinaus fanden weitere Texte Eingang in Die Schutzbefohlenen:

#### Friedrich Hölderlin
Auf Hyperions Schicksalslied (1799) von Friedrich Hölderlin wird Bezug genommen, indem Jelinek Aischylos ironisch verknüpft mit Zeilen des Gedicht-Endes, die bei Hölderlin lauten: „Es schwinden, es fallen / Die leidenden Menschen / Blindlings von einer / Stunde zur andern,/ wie Wasser von Klippe/ Zu Klippe geworfen, / Jahr lang ins Ungewisse hinab“, dessen letzte Zeile Jelinek korrigierend abwandelt zu: „wie Wasser, geworfen von Klippe zu Klippe, aber nein, von Staustufe zu Staustufe.“ Hölderlins Stimme ist neben den Stimmen der menschenfeindlichen Gierbürger Teil des Chores, der den deformierten, scheinheiligen Menschenrechtsdiskurs – mit Heideggervokabular überformt – vielstimmig vorträgt.

#### Franz Schubert (Text: Ludwig Rellstab)
Der Anfang von Franz Schuberts Lied „In der Ferne“, in dem er ein Gedicht von Ludwig Rellstab vertont und das in den Liederzyklus Schwanengesang (1828) aufgenommen wurde, lautet: ...wehe dem Fliehenden, Welt hinaus Ziehenden! Fremde durchmessenden, Heimat vergessenden, Mutterhaus hassenden.... Diese Verse, gesprochen von der Tochter, also Tatjana Borissowna Jumaschewa, werden durch den folgenden Halbsatz ...Blödsinn, also zu denen gehöre ich nicht, sicher nicht... dazu benutzt klarzustellen, dass es durchaus unterschiedliche Klassen von Flüchtlingen gibt. Bezüge auf Schubert „finden sich in Jelineks Werk meist an Punkten höchster Aussichtslosigkeit.“

#### Rainer Maria Rilke
Da ist einer, der uns in der Hand hat, der unser Fallen in der Hand hat..., das auf Rilkes Wir alle fallen. / Diese Hand da fällt. / Und sieh dir andre an: es ist in allen. / Und doch ist Einer welcher dieses Fallen / unendlich sanft in seinen Händen hält. Bezug nimmt. Der bei Jelinek folgende Halbsatz ...und uns wohl auch selber fällt... drückt durch das Wortspiel mit den Verben fallen und fällen anders als in Rilkes Gedicht ein pessimistisches Gottesbild aus.

#### Biblische Bezüge
Ebenso lassen sich Bezüge zur Bibel nachweisen. Ausdrücklich benannt wird der Vers 13 aus dem Kapitel 10 des Johannesevangeliums: der Mietling aber flieht, denn er ist ein Mietling und achtet der Schafe nicht, weil er ein Mietling ist und ihm nichts an den Schafen liegt, dem Fremden liegt nichts an den Schafen. Jelinek bezieht sich hier auf die dubiosen Umstände der Einbürgerung der Jelzin-Tochter und legt damit nahe, dass Jumaschewa nichts an Österreich liege.

## Titel
Während Aischylos’ Dramentitel Die Schutzflehenden das Bitten der Flüchtlinge in den Mittelpunkt rückt, verweist Die Schutzbefohlenen auf das Rechtswesen: Für schutzbedürftige Personen, etwa Jugendliche oder wegen Krankheit Wehrlose, die in einem Obhutsverhältnis stehen, gelten besondere Schutzvorschriften. Deren Verletzung – zum Beispiel durch die Misshandlung von Schutzbefohlenen – ist ein Strafdelikt. Der Titel legt nahe, dass Flüchtlinge, die sich unter den Schutz des Staates begeben haben, besonderen Schutz verdienen.

## Die Schutzbefohlenen– ein Drama?
Wie bereits in Totenauberg sind im Text keine lineare Handlung, keine chronologisch ablaufende Zeit, kein „Bühnenraum als Ort“, kein Spannungsbogen und keine Kommunikation von Figuren erkennbar. Für dramentheoretische Überlegungen müssen bei Texten des postdramatischen Theaters die Aufführungen herangezogen werden, wie es seit dem Ende des 20. Jahrhunderts in der Dramentheorie üblich ist.

## Sprechsituation
„Formale Grundstrukturen der antiken griechischen Tragödie wie der Chor und der Botenbericht sind in Jelineks Theatertexten präsent, konstruieren neue, aus den geschichtlich sedimentierten Elementen gewonnene Formen.“ Das Geschehen in den Heimatländern der Flüchtlinge und auf der Flucht wird auf der Bühne nicht durch eine für den Zuschauer sichtbare Handlung vermittelt, sondern nur mittelbar: Die Sprecher sind Boten und Zeugen.
Mehrfach ist im Text vom Umzug in ein Kloster die Rede, etwa Wir haben uns eine Kirche erwählt, und dann hat ein Kloster uns erwählt.... Die Sprechsituation lässt sich daher in Wien verorten und etwa auf März 2013 datieren, als das Servitenkloster den Flüchtlingen anbot, sie aufzunehmen.
Während in Die Schutzflehenden eingangs die Personen genannt werden und im Stück klar erkennbar ist, wer jeweils spricht, hat Jelinek den Text auch in der veröffentlichten Bühnenfassung nicht auf Sprecher aufgeteilt.
Für große Teile des Textes hat sie die „Perspektive eines Flüchtlings-Wirs“ gewählt. Es ist ein „Flüchtlingsklagechor, der die Festung Europa aus dem Blickwinkel ihrer Ausgegrenzten spiegelt“, es sind aber auch die „Jelinek-typischen Kippfiguren, in denen die Perspektive etwa ansatzlos in ein AfD-affines mitteleuropäisches Besitzstandwahrer-Wir switcht“.
In diesem Monolog werden die Österreicher kollektiv angesprochen, als Anredepronomen werden ihr und Sie benutzt. An einigen Stellen aber nehmen die sprechenden Flüchtlinge die Position der Österreicher ein, wiederholen, was sie von diesen zu hören bekommen haben, zum Beispiel: Heute wollen Sie Decken, Wasser und Essen, was werden Sie morgen verlangen? Unsere Frauen, unsere Kinder, unsere Berufe, unsere Häuser, unsere Wohnungen?
Auch ein Ich bezieht sich nicht immer auf einen einzelnen Flüchtling, sondern entsteht zuweilen durch die Übernahme einer Fremdperspektive, etwa wie hier der Jelzin-Tochter: „...und ich bin auch sicher, für mich und meine Sicherheit wurde schließlich bezahlt...“ So stellt sich immer wieder die Frage: „Wer spricht da eigentlich, wenn Flüchtlinge eine österreichische Nobelpreisträgerin rezitieren, die ihrerseits – gleichsam selbst Mitglied der europäischen Gated Community aus der Perspektive eines Flüchtlings-Wirs schreibt?“

## Sprachebenen
Der Flüchtlingschor spricht „in einer hoch artifiziellen Sprache, wie immer bei Jelinek.“
Umgangssprachliche Ausdrücke wie „rausschmeißen“ oder der süddeutsch-österreichische Ausdruck „wurst“ für egal kontrastieren mit hochsprachlichen, teilweise antiquierten Wendungen wie „Schlund“, „flehen“, „Gram“ oder „...sie dauern niemanden.“ (im Sinn von sie erwecken bei niemandem Mitleid).
Jelinek „unterläuft ihre politisch-moralisierenden Attacken mittels Alltagssprache und Kalauer. So werden sie gebrochen und entziehen sich vereinfachenden Gesinnungsästhetiken.“ Ein Beispiel hierfür ist das Spiel mit dem Kalauer Bezug: „Und das Fehlen des Heimatbezugs, in den uns keiner wickelt — wir sind ja keine Kopfpolster, wir haben nur unsre armen Köpfe —, das Fehlen der Heimat also kann durch diesen Bezug noch bestehen.“
Auch Elemente der Werbesprache werden verfremdet, etwa bei der Verwandlung des IKEA-Slogans Wohnst du noch oder lebst du schon? in ...sie [Jumaschewa] residiert, sie wohnt schon, aber lebt noch nicht. oder der Übertragung des Zewa-Werbespruchs für Putztücher wisch und weg auf eine typische Bewegung bei der Bedienung eines Smartphones.
Auch dieser Jelinek-Text ist daher, wie die Beispiele zeigen, „ein (sprach-)aufklärerisches Projekt, das fremdes, anderswo vorgeformtes Sprachmaterial nutzt, um in der Sprache eingefrorene Machtverhältnisse [...] sichtbar zu machen.“

## Entstehung
Die Schutzbefohlenen ist in Zusammenhang mit „Kommune der Wahrheit. Wirklichkeitsmaschine“ in der Inszenierung von Nicolas Stemann entstanden, wobei es zu diesem Zeitpunkt jedoch noch nicht zu einer Aufführung kam. Elfriede Jelinek hatte den Text auf Stemanns Bitte hin geschickt, aber erst zwei Wochen vor der Premiere. Als das Hamburger Thalia Theater mit Stemann Kontakt aufnahm, weil es im Zusammenhang mit Lampedusa in Hamburg eine Aktion zur Unterstützung der Flüchtlinge in einer Zeit auf die Beine stellen wollte, in der die Stimmung vor Ort den Flüchtlingen gegenüber „noch nicht so freundlich“ war, kam Die Schutzbefohlenen zum Zuge. Dies führte zunächst zu einer kurzfristig organisierten Urlesung am 21. September 2013 in der St.-Pauli-Kirche, in der 80 Flüchtlinge Zuflucht gefunden hatten, und später zu einer Koproduktion zwischen Theater der Welt, Holland Festival und dem Thalia Theater in Hamburg.

## Bühnenfassung
Uraufführung
- 23. Mai 2014 beim Theater-der-Welt-Festival Mannheim, in Koproduktion mit dem Holland Festival und dem Thalia Theater Hamburg (Regie: Nicolas Stemann)[51]

Weitere Aufführungen und Inszenierungen

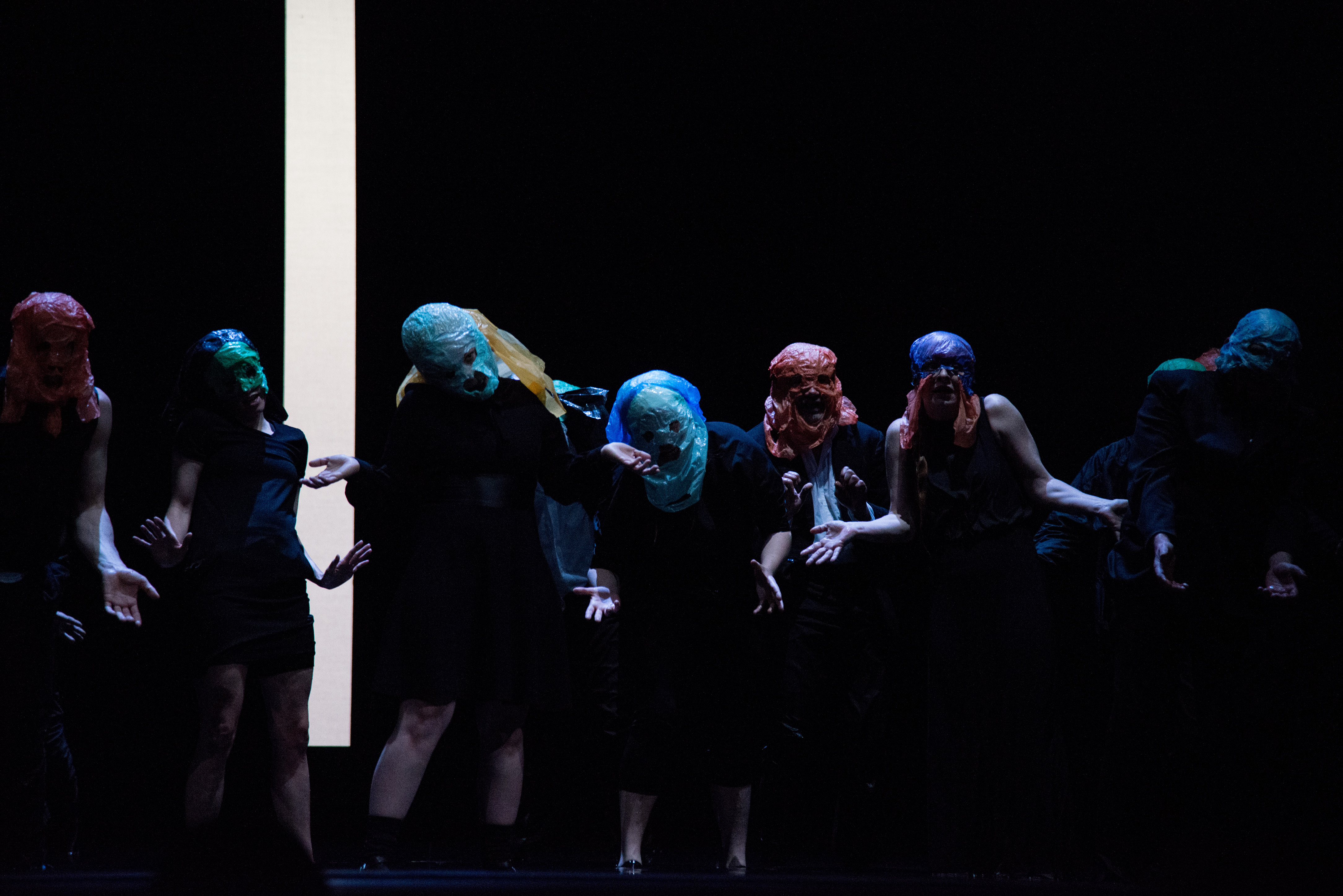
Die Schutzbefohlenen, Burgtheater 2015

- Holland Festival, Amsterdam, Premiere 10. Juni 2014, Regie: Nicolas Stemann[49]
- Thalia Theater (Hamburg), Premiere 12. September 2014, Regie: Nicolas Stemann[52]
- Theater Bremen, Premiere 14. November 2014, Regie: Mirko Borscht[53]
- Theater Freiburg, Premiere 28. November 2014, Regie, Bühne und Kostüme Michael Simon[54]
- Theater Oberhausen, Premiere 27. März 2015, Regie: Peter Carp[55]
- Burgtheater, Wien, österreichische Erstaufführung 28. März 2015, Regie: Michael Thalheimer[56]
- Deutsches Theater Göttingen, Premiere: 26. September 2015, Regie: Erich Sidler[57]
- Staatstheater Nürnberg, Premiere: 20. Februar 2016, Regie: Bettina Bruinier[58]
- Schauspielhaus Bochum, Premiere: 9. April 2016, Regie: Hermann Schmidt-Rahmer[59]
- Schauspielhaus Zürich, Junges Schauspielhaus Zürich, Theaterhaus Gessnerallee, Theater Winkelwiese, Theater Neumarkt, Rote Fabrik: Theatermarathon durch die Stadt am 21. Mai 2016, Regie: Barbara Frey uva.[60]
- Landesbühne Niedersachsen Nord, Premiere: 19. November 2016, Regie: Eva Lange[61]

### Unterschiede der Inszenierungen
Die Inszenierungen brachten die im Text angelegte Spannung zwischen dem „Wir“ und dem „Ihr“ auf unterschiedliche Weise auf die Bühne.
Eine besondere Rolle spielt der Regisseur Nicolas Stemann, der bereits die Jelinek-Texte Das Werk (2003), Babel (2005), Ulrike Maria Stuart (2006), Über Tiere (2007), die Kontrakte des Kaufmanns (2009) sowie das Sekundärdrama Abraumhalde (2009) inszenierte. Er verfolgt das Ziel, Jelineks Texte „in Theaterenergie zu überführen [...], ein Energiefeld [zu] erzeugen, in dem sich mit etwas Glück so etwas wie Wahrheit fängt.“. Stemann will, dass „das reale Ringen des Ensembles mit dem Text während des Probenprozesses in der Aufführung mitreflektiert wird“.
Bei Die Schutzbefohlenen war es ihm wichtig, den Betroffenen in der Inszenierung zur Sichtbarkeit zu verhelfen, sie nicht auszugrenzen, sondern sie auf der Bühne mitspielen und mitsprechen zu lassen, wie sie es auch in der Gesellschaft tun möchten. Für die drei Premieren in Mannheim, Amsterdam und Hamburg musste er aus aufenthaltsrechtlichen Gründen mit drei verschiedenen Flüchtlingsgruppen arbeiten und die entsprechenden Teile des Stücks jeweils neu inszenieren. Beim Berliner Theatertreffen bemerkte die Kritik, dass Stemann die „eigene Hilflosigkeit – als Mensch, als Theatermacher –“ zum Leitmotiv mache und den Text „klugerweise um eine Selbstreflexion“ ergänze. So hieße es an einer Stelle: „Wir können euch nicht helfen, wir müssen euch ja spielen.“

#### Mannheim
Für die Mannheimer Inszenierung wurden verschiedene Möglichkeiten für die Darstellung der Flüchtlinge in ihrer Wirkung erprobt und verworfen: Deutsche Schauspieler des Stadttheaters in der Rolle der Flüchtlinge wirkten herablassend, Blackface wurde mit Rassismus in Verbindung gebracht und bei Flüchtlingen, die sich selbst spielten, setzte man sich dem Vorwurf des Exotismus aus. Dabei war die Thematisierung dieser darstellerischen Probleme von Stemann beabsichtigt. In der Aufführung waren die meisten Chormitglieder Flüchtlinge, die allerdings aus verschiedenen Einrichtungen kamen, einige Rollen wurden aber von deutschen Laienschauspielern übernommen, „auch aus Gründen des Ausländerrechts“, also wegen fehlender Arbeitsgenehmigungen. Nach Stemanns Meinung verwässerte das die politische Idee. „Offenbar wirkte es bei der Mannheimer Premiere noch so, als sei es nicht zwingend die Intention der Inszenierung, dass die Theatersituation so als sehr peinlich und der Konfliktlage unangemessen herausgestellt wird.“

#### Hamburg
Am Thalia Theater gab es nur weiße Schauspieler im Ensemble. Die Flüchtlinge gehörten, anders als in Mannheim, zu einer festen Gruppe. Sie stammten aus Afrika und Asien, unter anderem aus Ghana und Afghanistan. Deren Verhalten bezeichnete Stemann als „optimal, sehr engagiert und zuverlässig“.
Stemann thematisierte die darstellerischen Probleme hier so, dass am Ende weiße Schauspieler mit weißen Masken auf der Bühne standen. Diese räumten ihr Scheitern mit dem Satz „Wir sind Pöseldorfer.“ ein, der gegen das eingangs auf einem Schild fixierte Motto „Wir sind Lampedusa“ ausgetauscht wurde. Pöseldorf ist, so Stemann, einer der reichsten Stadtteile Hamburgs, in dem sich 2014 Widerstand gegen ein geplantes Flüchtlingsheim formierte. Damit steht Pöseldorf exemplarisch für eine widersprüchliche Haltung in der Gesellschaft: Das Fremde wird allenfalls akzeptiert und respektiert, solange man nicht unmittelbar damit konfrontiert wird und eigene Gewohnheiten und Privilegien aufgeben muss.
Im Anschluss an die Vorstellungen wurde Gelegenheit zu diskutieren geboten, auch unter Beteiligung von Vertretern von Stadt und Flüchtlingsinitiativen, was sehr gut angenommen wurde. Die nach der Aufführung offene Frage, was das Stück für die Wirklichkeit bedeute und was für die Flüchtlinge getan werden könne, nahm hier eine zentrale Stellung ein. Bereits bei den Proben wurden die realen Lebensbedingungen der Flüchtlinge zum Thema, als es nämlich um deren Bezahlung ging. Korrekte Bezahlung, auf der Stemann bestand, hätte einen Gesetzesverstoß bedeutet. Schließlich erreichte der Intendant Joachim Lux eine Ausnahmegenehmigung für dieses eine Stück, die Richtlinien sind aber unverändert. Diese Verschränkung von Stück und Realität wurde in die Inszenierung aufgenommen: Bei der Premiere kam Joachim Lux auf die Bühne, um seinen Standpunkt darzulegen.
Diese Inszenierung wurde 2015 zum Berliner Theatertreffen eingeladen und eröffnete das renommierte Festival.

#### Bremen
Die Inszenierung in Bremen lieferte den Zuschauern Erlebnistheater: Beim Hereinkommen wurden alle einzeln fotografiert und auf die Bühne geleitet. Die von Jelinek als Quelle erwähnte Broschüre Zusammenleben in Österreich. Werte, die uns verbinden. lag in mehreren Exemplaren bereit, ebenso ihr deutsches Pendant. Auf einem Vorhang waren die Mitglieder des Europaparlaments abgebildet; und weil Abgeordnete Stellvertreter ihrer Wähler sind, wurden deren Gesichter im Verlauf des Stücks durch die Zuschauerfotos ersetzt.
Der Zuschauerraum wurde zunächst von lebensgroßen Pappfiguren mit Flüchtlingsgesichtern aus Tageszeitungen eingenommen, die zentrale Elemente der Inszenierung waren: Anfangs trugen sie Flüchtlingsgesichter aus Tageszeitungen. Zwischen diesen Aufstellern wurden dann die Schauspieler sichtbar. Ab und zu fielen Figuren um, eine wurde auch geschreddert.
Im Lauf der Aufführung vertrieben die Flüchtlinge das Publikum von der Bühne in den Zuschauerraum, und schließlich klebten die anfangs aufgenommenen Fotos auf den Pappfiguren, die am Ende alle neben dem Schredder zu stehen kamen.

#### Freiburg
Michael Simon legte in Freiburg den Schwerpunkt auf die sprachliche Ebene, weswegen die Bühne mit Wortkarten in Blockschrift gepflastert war. „HEIMAT“, „RECHT“ und andere Abstrakta bedeckten die Bühnenbretter, während die Schauspieler T-Shirts mit Wörtern wie „Flucht“ oder „schwarz“ trugen, die ihre Wirklichkeit zeigten. An der hinteren Bühnenwand standen „SIE“ und „WIR“ einander gegenüber. Als am Ende die Bühne zerlegt und die Bretter umgedreht wurden, zeigten sich auf der Rückseite der Phrasen die Namen, Geburts- und Sterbedaten von Flüchtlingen, die versucht hatten, in Europa eine neue Heimat zu finden.

#### Oberhausen
Regisseur Peter Carp ersetzte die Ich-Perspektive durch die dritte Person, das „ich“ durch das „sie“, weil „das Stellvertreter-Spielen mit Jelineks Sprache so unangemessen und künstlich wirken kann“. „Was bei Jelinek ursprünglich die Klage der Betroffenen selbst ist, wird hier zur Konversation einer vierköpfigen Gesellschaft, die konservative und libertäre Positionen der öffentlichen Diskussion um Zuwanderung und Überfremdung unter sich aufteilt. Um das Schicksal der Schutzsuchenden [...] zu versinnbildlichen, stellt Carp den vier Schauspielern einen (stummen) Chor aus Flüchtlingen an die Seite, junge Männer in grau-schwarzem Kapuzenlook aus der ‚Internationalen Förderklasse‘ des Hans-Sachs-Berufskollegs in Oberhausen.“ Die Betroffenen sind auf der Bühne erst vertreten, als am Ende das Licht wieder angeht und drei der jungen Männer die Geschichte ihrer eigenen Flucht vortragen.

#### Wien

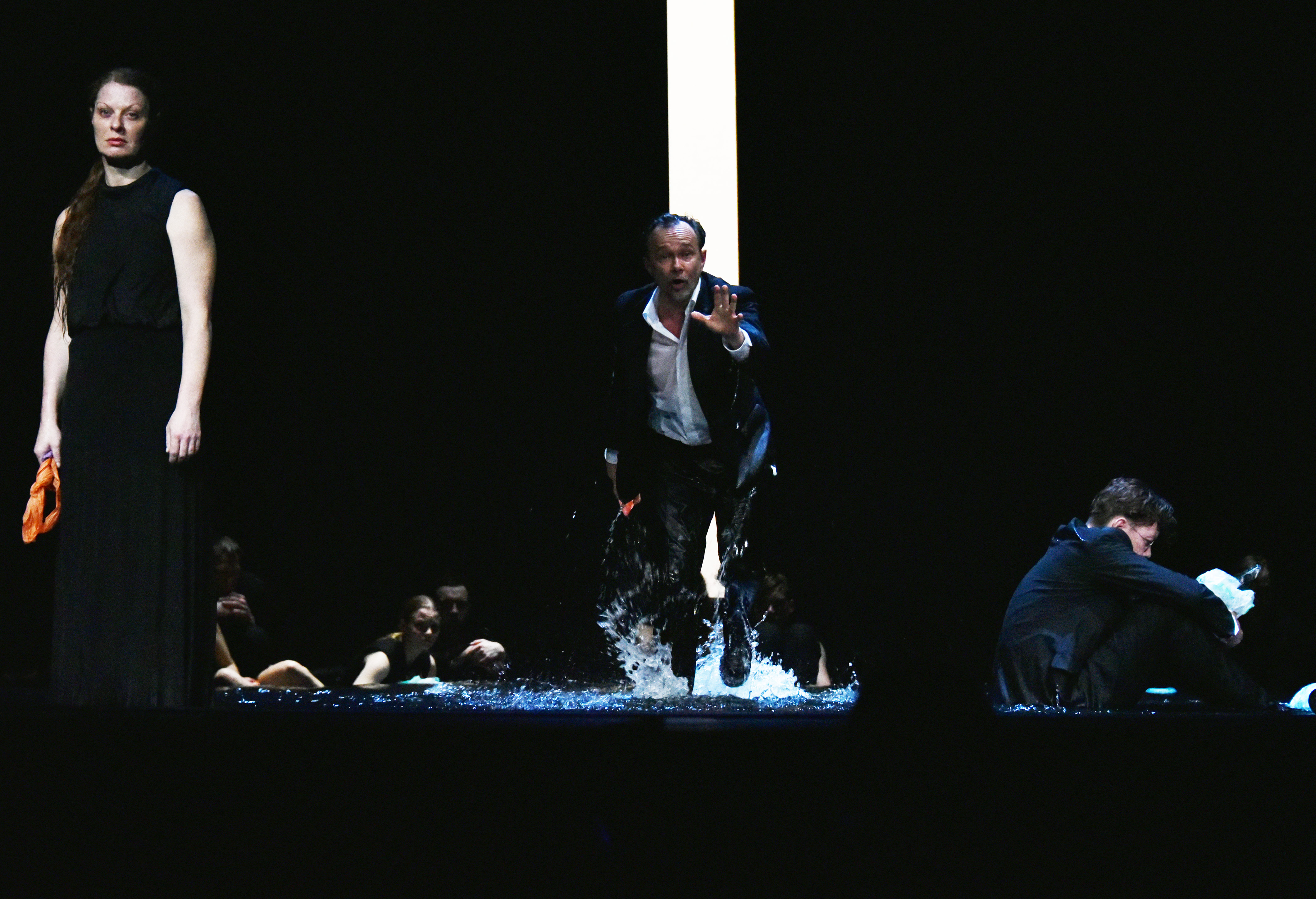
Schockstarre, Untergehen, Davonlaufen und depressiver Rückzug als Reaktion auf die Verfolgung im eigenen Land, vier Reaktionsmuster in einem Bild

Michael Thalheimer „überhöht Jelineks Sprachspiele von Protestformen [...] ins Opernhafte, ins Kunstvolle“, beschränkt sich auf Schauspieler des Burgtheaters und „gewinnt [...] am Ende nur eine schlichte Aussage: ‚Habt Erbarmen!‘“ Er wählt „nur Reduktion, um eine klare Aussage zu formulieren“ und vermeidet „alle Brüche, Konfrontationen und schwierige Annäherungen an die Realität“. Damit setzt Thalheimer die Schwerpunkte völlig anders als Stemann es ein Jahr vorher bei der Uraufführung getan hatte. Er wählt eine „Hochkulturlösung“, „die Jelineks sarkastische Klage über die Unmenschlichkeit der europäischen Abschottung mit ästhetischer Formstrenge zu bewältigen versucht.“ Die Flüchtlinge, um die es im Text geht, „kommen nicht vor. Weder in Person noch in Kostüm oder Spielweise.“ Thalheimer beschreibt den Schwerpunkt dieser seiner ersten Jelinek-Inszenierung so: „Ganz pragmatisch interessiert mich das Chorische. (...) 16 tolle Schauspieler sprechen chorisch. Da musste natürlich gekürzt werden, damit es keine Überforderung wird. Wir streben Perfektion an.“

#### Nürnberg
Die Regisseurin Bettina Bruinier stellte weder die Österreich-Bezüge ins Zentrum noch „eine bei diesem Text schwierige Folklore angeblicher Authentizität.“ Sie lässt einen siebenköpfigen Chor sprechen und singen. Die Darsteller sind zeitweise alle Flüchtlinge mit Schwimmwesten in leuchtendem Orange, „mal stehen sich Ankommende und Daseiende gegenüber, stets sind sie Individuen, aber nicht unbedingt Figuren.“

#### Bochum
Diese Inszenierung verzichtet auf den Chor und verwendet Tausende winziger Babypuppen als Metapher für das Elend der Flüchtlinge. Der Kritiker Martin Krumbholz kam zu der Einschätzung, die Regie verwende das Stück als „Spielvorlage im besten Sinne“, befreie „den in jedem Sinn ungeheuren Text aus dem Korsett der Philologie“ und mache „Theater daraus, Theater total“, was ganz im Sinne der Autorin sei.

### Rezeption
„... das aktuelle Flüchtlingsstück schlechthin ...“

„‚Wo werden wir morgen sein und danach? Wo? Wo? Wo?‘ Anfangs klinge die Frage noch zögerlich, dann immer lauter. Verzweifelter. Aus verschiedenen Ecken rufen die Afrikaner es in ihrer Sprache. Es wird still, sehr still. Obwohl 400 Menschen in der St. Pauli sind. Viele sitzen auf dem Steinboden, die meisten stehen. ‚Bitte helfen Sie uns, Gott, bitte helfen Sie uns, unser Fuß hat ihr Ufer betreten, doch wie geht es jetzt weiter?‘“

„Elfriede Jelinek hat mit ‚Die Schutzbefohlenen‘ einen wütenden Klagechor über das Elend der Flüchtlinge geschrieben, die in Europa Sicherheit suchen. […] Es geht um die Festung Europa, die für die meisten Asylsuchenden aus Krisen- und Bürgerkriegsländern ein Ort der größten Unsicherheit ist. […] Ein anrührender Klageton stellt sich erst ein, wenn Barbara Nüsse mitmischt und mit Thelma Buabeng und Ernest Allan Hausmann plötzlich dunkelhäutige Schauspieler auf der Bühne stehen. Die beiden konterkarieren die chorischen Bemühungen der weißhäutigen Kollegen, verschmelzen dann aber doch mit dem Chorkörper aus dem Hause Thalia.“

„Doch von der einst bei der Aufführung der ‚Kontrakte des Kaufmanns‘ geborenen Idee, eine theatrale Eingreiftruppe Jelineks zu sein, ist nur das Ablesen des Textes von Zetteln und das Ausstellen von Unperfektion geblieben. Längst ist das, was spontan wirken soll, zur Kunstform erstarrt, die sogar im Scheitern selbstgefällig wirkt.“

„Es [das deutschsprachige Theater] wird politischer, das zeichnet sich schon länger ab. Stücke über Krieg, Flucht und Vertreibung häufen sich auf den Bühnen und markieren auch die Berliner Bestenliste. Etwa mit Elfriede Jelineks ‚Die Schutzbefohlenen‘ vom Thalia Theater Hamburg: Regisseur Nicolas Stemann zeigt Europa als Bühnenfestung und lässt Lampedusa-Flüchtlinge neben Profi-Schauspielern auftreten.“

### Weiterführung
- An der Aufführung des Holland Festivals wirkten vor allem Flüchtlinge mit, die in der Gruppe „Wij zijn hier / We are here“[77] organisiert sind. Stemann setzte mit ihnen im Januar 2015 am Frascati Theater in Amsterdam ein von den Flüchtlingen angestoßenes Folgeprojekt um: Die Interviews, die im Rahmen ihrer Asylverfahren tatsächlich stattgefunden hatten, wurden auf der Bühne mit vertauschten Rollen nachgespielt: Die Zuschauer übernahmen die Rolle der Flüchtlinge, diese spielten die Entscheider.[68][78]
- Das Wiener Burgtheater begleitet das Theaterprojekt mit einer Spendenaktion für den Bildungsfonds der Caritas, der Deutschkurse finanziert; außerdem liegt im Theaterfoyer eine Unterschriftenliste der wichtigsten österreichischen Menschenrechts- und Hilfsorganisationen gegen das Massensterben im Mittelmeer aus.[79] Gemeinsam mit dem Elfriede-Jelinek-Forschungszentrum organisierte das Burgtheater im Oktober 2015 die Diskussionsveranstaltung Elfriede Jelineks 'Die Schutzbefohlenen' im Kontext der Refugee-Bewegung.[80]
- Unter der Regie von Sebastian Nübling wird in der Spielzeit 2015/2016 am Maxim-Gorki-Theater in Berlin In unserem Namen. Nach Die Schutzflehenden von Aischylos und Die Schutzbefohlenen von Elfriede Jelinek. aufgeführt.[81] Dabei wird in einer Verschränkung der beiden Texte die aktuelle politische Situation thematisiert: „Was bedeutet es, sich einer Gemeinschaft anschließen zu wollen, wenn diese einen nicht will und Rechte nur denen zugesprochen werden, die es sich leisten können? Was sagt dies noch mehr über die Gemeinschaft selber aus?“[81] Nübling ließ Bühne und Stuhlreihen entfernen, die Schauspieler tragen Alltagskleidung und sprechen inmitten der Zuschauer Kernsätze der beiden Stücke als „lose verknüpftes Spielmaterial“, gefolgt vom Protokoll einer Sitzung des Bundestags-Innenausschusses zur Neuregelung von Bleiberecht und Abschiebung, das „hämisch nachgespielt“ wird.[82] Auch satirisches Improvisationsmaterial fließt in die Textcollage ein.[83] Das vielsprachige Ensemble, ein Markenzeichen des Maxim-Gorki-Theaters, spricht Aischylos’ Texte auf Arabisch, Serbisch, Türkisch, Deutsch.[83] Aus der Mitte der Zuschauer entwickelt sich nicht nur das Spiel, sondern am Ende auch der Dialog, wenn jedes Ensemblemitglied mit dem Nächststehenden spricht.[83]
- Als Kombination der Stücke von Aischylos und Jelinek wird am Schauspiel Leipzig unter der Regie von Enrico Lübbe Die Schutzflehenden / Die Schutzbefohlenen gespielt (Premiere: 2. Oktober 2015).[84]  Der Regisseur setzt keine Asylbewerber als Schauspieler ein. Da Jelinek keine Verquickung von Szenen gestattete, sondern ein Nacheinander wünschte, bestand die Herausforderung darin, den antiken Text mit dem Gegenwartstext zu verbinden:[85] Den Bogen zwischen den beiden Texten schlägt Lübbe unter anderem über Requisiten wie die weißen Gewänder aus dem antiken Drama, die in Jelineks Stück dann über der Bühne hängen. Lübbe ist bestrebt, den ironischen Gestus von Jelineks Schreiben fühlbar zu machen. Am Ende tritt neben dem Chor auf der Bühne ein Chor im Zuschauerraum auf, der deutlich macht, dass alle in einem Boot sitzen. Die aktuellen Bezüge, so der Regisseur, seien bei jeder Probe deutlich geworden.[82] Im Anschluss an die Vorstellungen fanden Expertengespräche statt, die in einem Recherche-Band zusammengefasst wurden.[86][87] Sie beschäftigen sich etwa mit Frontex, dem Kirchenasyl in Sachsen, illegalen Einwanderern in Italien oder dem Asyl in Antike und Mittelalter.[88]
- Unter dem Titel „Schutzbefohlene performen Jelineks Schutzbefohlene“ führten an der Uni Wien Schutzsuchende aus Syrien, Afghanistan und dem Irak nach dem Konzept und unter der Regie von Tina Leisch und Bernhard Dechant das Stück am 14. April 2016 im vollen AudiMax der Universität Wien auf. Je nach Quelle 20–30 oder 40–50 Identitäre störten die Aufführung, stürmten auf die Bühne, schwenkten Fahnen, verspritzten Kunstblut, wurden jedoch hinausgedrängt, ohne dass es Verletzte gab. Die Darsteller setzten fort.[89]

## Hörspielfassung
Die Schutzbefohlenen – Hörspiel mit: Jonas Minthe, Matthias Haase, Bettina Lieder, Christoph Jöde, Janina Sachau; Ton: Peter Harrsch; Regie: Leonhard Koppelmann; Dramaturgie: Herbert Kapfer. Produktion: BR-Hörspiel und Medienkunst/ORF 2014.
- Als Podcast: BR Hörspiel Pool
- Als Hörbuch: 1 CD (ca. 79 Min.); herausgegeben von Katarina Agathos, Herbert Kapfer; intermedium records, c/o belleville Verlag Michael Farin, München 2014, ISBN 978-3-943157-62-8

## Bezüge zu anderen Werken von Elfriede Jelinek
Bereits im Drama Totenauberg von 1991 finden sich die Motive Heimat und Flucht. Dort sind es „die aus dem vormals sozialistischen Osten kommenden Flüchtlinge, die ins Land strömen, um an Wohlstand und Freiheit teilzuhaben“. Die Gamsbärtler, „typisierte Grotesken der Alpenbewohner“, stellen sich vehement gegen diese, während sie mit zahlenden Touristen gerne für eine gewisse Zeit ihre Heimat teilen.
Schon in Totenauberg sind nicht alle Redeteile einer bestimmten Person zugeordnet, sodass es der Regie überlassen bleibt, wie der Text zum Thema Heimat im zweiten Bild Totenauberg (Gesundheit) auf die beiden Gamsbärtler aufgeteilt wird; in Die Schutzbefohlenen muss die Regie über die Aufteilung des gesamten Textes auf die Sprecher entscheiden.
Das Chorische ist auch für andere Jelinek-Texte charakteristisch, etwa Ein Sportstück, Das Werk, Bambiland, Rechnitz (Der Würgeengel) und Ein Sturz.
Die Verflechtung von Ökonomie und Politik, die Korruption also, die in Die Schutzbefohlenen vor allem am Beispiel der Einbürgerung der Jelzin-Tochter entwickelt wird, ist auch im Bühnenessay Rein Gold (2012) präsent.

## Bezüge zu Jelineks politischem Engagement
Der „Einsatz für Minderheiten und von der Gesellschaft Ausgegrenzte (MigrantInnen, jüdische MitbürgerInnen, Roma, Bi- und Homosexuelle) und das Auftreten gegen Rechtsextremismus“ kennzeichnen Jelineks politisches Engagement seit den 1980er Jahren. Sie „unterstützte Organisationen, die gegen Fremdenfeindlichkeit und Rassismus auftraten (...) und kritisierte die Verschärfung der Asylgesetzgebung.“

## Fassungen

### Textausgaben
- Essay Die Schutzbefohlenen, 14. Juni 2013
- Urlesung am 21. September 2013, Eintritt frei, Thalia Theater in Kooperation mit St.-Pauli-Kirche, Hamburg; Szenische Einrichtung: Friederike Harmstorf[47]
- Die Schutzbefohlenen, in: Theater heute, Band 55 (2014), 7, S. 3–19

### Unterschiede
Ein Vergleich zwischen dem Essay von Juni 2013 und der Fassung in Theater heute vom Juli 2014 zeigt nur wenige Unterschiede.
- Im Essay wird dem bevorstehenden Ende der Mission Mare Nostrum zum 31. Oktober 2014 und dem Beginn der Triton-Mission der EU ein eigener Textabschnitt gewidmet, der eine deutliche Kritik am Ersetzen von Rettung durch Grenzsicherung enthält: „früher retten, dann richten, gerettet – gerichtet, klar?, jetzt zuerst richten, dann Rettung überflüssig, das ist neu.“[96]. In der Fassung aus Theater heute fehlt diese Passage und der im Essay vorausgehende und folgende Textabschnitt verschmelzen zu Abschnitt 16.[36]

### Aufführungen
- DVD zur Aufführung am Schauspiel Leipzig: Schauspiel Leipzig, Enrico Lübbe: Die Schutzflehenden / Die Schutzbefohlenen (Aischylos / Elfriede Jelinek) Die Theater Edition (harmonia mundi) 2016.

## Texterweiterungen / Lesung von Elfriede Jelinek
- Die Schutzbefohlenen. Appendix.[97], in: Theater heute, Nr. 11, November 2015, S. 36–43.
- Die Schutzbefohlenen, Coda[98]
- Im September und Oktober 2015 aktualisierte Elfriede Jelinek Die Schutzbefohlenen mit den zwei Fortschreibungen Coda und Appendix. Beide Texte sprach sie in einer Tonaufnahme für den Bayerischen Rundfunk/Hörspiel und Medienkunst selbst. Erstsendung: 30. Januar 2016 in BR2. Die Lesung von Coda[99] und von Appendix[100] gibt es als Podcast/Download im BR Hörspiel Pool.
- Die Schutzbefohlenen. Europas Wehr. Jetzt staut es sich aber sehr! (Epilog auf dem Boden)[101]

## Auszeichnungen
- 2016: Einladung der Leipziger Aufführung zu den Ruhrfestspielen Recklinghausen[102]
- 2015: Nominierung für den Mülheimer Dramatikerpreis.[103] Zu dieser Zeit stand das Stück bei fünf deutschen und österreichischen Bühnen auf dem Spielplan, eingeladen war die Urinszenierung aus Hamburg[13]
- Juni 2015: Einladung der Wiener Inszenierung zu den Autorentheatertagen am Deutschen Theater Berlin[104]
- Mai 2015: Einladung zum Berliner Theatertreffen 2015.
 Mit dieser Einladung zum Berliner Theatertreffen wird das Stück als eine der zehn bemerkenswertesten Theateraufführungen der vergangenen Spielzeit im deutschsprachigen Raum gewürdigt. Es wird als Anlass genommen, sich ausführlich der Flüchtlingsthematik zu widmen und hierzu sogar einen eigenen Thementag zu veranstalten, um gemeinsam der Frage nachzugehen: Was können wir tun?[105]
- Nominierung für den Deutschen Hörbuchpreis 2015 in der Kategorie Bestes Hörspiel[106]
- Platz 1 der Hörbuchbestenliste von Juni 2014[107]